# Klaus Groth
Klaus Groth   (Heide, 24 d'abril de 1819 - Kiel, 1 de juny de 1899) fou un poeta alemany del segle xix.

## Obra
- 1853 Gedichtsammlung Quickborn
- 1855–1859 Vertelln
- 1858 Briefe über Hochdeutsch und Plattdeutsch
- 1858 Vör de Görn („Für die Kinder“,)
- 1862 Rothgeter Meister Lamp un sien Dochder
- 1873 Über Mundarten und mundartliche Dichtung
- 1876 Mien Jungsparadies